# (11767) Milne
(11767) Milne  es un asteroide perteneciente al cinturón de asteroides, descubierto el 26 de marzo de 1971 por Cornelis Johannes van Houten e Ingrid van Houten-Groeneveld sobre placas de Tom Gehrels desde el Observatorio de Palomar, en Estados Unidos.

## Designación y nombre
Milne se designó inicialmente como 3224 T-1.
Más adelante fue nombrado en honor al astrónomo y matemático británico  Edward Arthur Milne (1896-1950).

## Características orbitales
Milne orbita a una distancia media del Sol de 2,2525 ua, pudiendo acercarse hasta 2,1374 ua y alejarse hasta 2,3676 ua. Tiene una excentricidad de 0,0511 y una inclinación orbital de 7,3770° grados. Emplea en completar una órbita alrededor del Sol 1234 días.

## Características físicas
Su magnitud absoluta es 15,1.